# اسکات اندروز (کورلر)
اسکات اندروز (انگلیسی: Scott Andrews؛ زادهٔ ۱۴ ژوئن ۱۹۸۹) ورزشکار کرلینگ اهل اسکاتلند است.